# الجريدة الأمريكية لرعاية الأمومة والطفولة
الجريدة الأمريكية لرعاية الأمومة والطفولة هي جريدة نصف شهرية للرعاية الصحية التي يتم مراجعتها من قبل أنصار رعاية الأمهات المرضعات و الأطفال حديثي الولادة .

## روابط خارجية
- الموقع الرسمي